# Valentina Aleksandrovna Fedorec
Valentina Aleksandrovna Fedorec (in russo Валентина Александровна Федорец?; 1923 – 1976) è stata un'astronoma sovietica.
Laureatasi presso l'Università statale di Charkiv nel 1946, lavorò successivamente all'osservatorio astronomico della stessa università fino al 1965. Dal 1965 fino alla morte fu professore associato del dipartimento di Fisica dell’Istituto Pedagogico di Charkiv.
I sui lavori scientifici furono incentrati sullo studio della Luna e del Sole. Il principale dei quali è ii Catalogo fotometrico dei dettagli della superficie lunare.
Sposò il collega Vladimir Iosifovič Ezerskij.
Le è stato dedicato il cratere Fedorets su Venere.